# Ford Del Rey
La Ford Del Rey è un'autovettura di taglia media prodotta da Ford in Brasile dal 1981 al 1991. Derivata dalla Ford Corcel, anch'essa fu realizzata esclusivamente per il mercato brasiliano.

## Il contesto
Fu prodotta come coupé due porte, berlina quattro porte oppure come station wagon (con solo due portiere laterali).
Per i primi anni di produzione era dotata di un propulsore da 1,6 l in grado di funzionare sia a benzina che ad alcool, e con due gradi di finiture, la normale e la Ouro meglio equipaggiata.
Venne resa disponibile sia con cambio manuale che con cambio automatico.
A metà del ciclo di produzione, nel 1985, ricevette anche un restyling estetico e cambiarono gli allestimenti disponibili, ora in vendita vi erano le GL, le GLX e le Ghia. Anche il motore originale venne affiancato dal 1989 da un secondo propulsore da 1,8 l che equipaggiava la versione meglio rifinita, la Ghia. Tale motore era di derivazione Volkswagen e messo a disposizione della Ford in base all'accordo firmato tra le due case automobilistiche per il mercato sudamericano con la creazione della Autolatina.
La Del Rey fu sostituita dalla Ford Versailles nel 1991, basata sulla Volkswagen Santana (versione a tre volumi della Passat seconda serie).

## Caratteristiche tecniche
| Caratteristiche tecniche - Ford Del Rey 1.6 Ouro - 1981                                                                                      | Caratteristiche tecniche - Ford Del Rey 1.6 Ouro - 1981 | Caratteristiche tecniche - Ford Del Rey 1.6 Ouro - 1981 | Caratteristiche tecniche - Ford Del Rey 1.6 Ouro - 1981 | Caratteristiche tecniche - Ford Del Rey 1.6 Ouro - 1981 | Caratteristiche tecniche - Ford Del Rey 1.6 Ouro - 1981 |
| --- | --- | --- | --- | --- | --- |
| | | | | | |
| Configurazione | | | | | |
| Carrozzeria: berlina 4 porte | Carrozzeria: berlina 4 porte | Posizione motore: anteriore | Posizione motore: anteriore | Trazione: anteriore | Trazione: anteriore |
| Dimensioni e pesi | | | | | |
| Ingombri (lungh.×largh.×alt. in mm): 4498 × 1676 × 1345                                                                                      | Ingombri (lungh.×largh.×alt. in mm): 4498 × 1676 × 1345 | Ingombri (lungh.×largh.×alt. in mm): 4498 × 1676 × 1345 | Ingombri (lungh.×largh.×alt. in mm): 4498 × 1676 × 1345 | Diametro minimo sterzata: | Diametro minimo sterzata: |
| Interasse: 2438 mm | Interasse: 2438 mm | Carreggiate: anteriore 1367 mm - posteriore 1333 mm mm | Carreggiate: anteriore 1367 mm - posteriore 1333 mm mm | Altezza minima da terra: 130 mm | Altezza minima da terra: 130 mm |
| Posti totali: 5 | Posti totali: 5 | Bagagliaio: | Bagagliaio: | Serbatoio: 57 litri | Serbatoio: 57 litri |
| Masse | / in ordine di marcia: 1054 kg | / in ordine di marcia: 1054 kg | / in ordine di marcia: 1054 kg | / in ordine di marcia: 1054 kg | / in ordine di marcia: 1054 kg |
| Meccanica | | | | | |
| Tipo motore: 4 cilindri in linea 4 tempi | Tipo motore: 4 cilindri in linea 4 tempi | Tipo motore: 4 cilindri in linea 4 tempi | Cilindrata: 1555 cm³ | Cilindrata: 1555 cm³ | Cilindrata: 1555 cm³ |
| Distribuzione: aste e bilancieri | Distribuzione: aste e bilancieri | Distribuzione: aste e bilancieri | Alimentazione: un carburatore Weber monocorpo; alimentazione ad alcool | Alimentazione: un carburatore Weber monocorpo; alimentazione ad alcool | Alimentazione: un carburatore Weber monocorpo; alimentazione ad alcool |
| Prestazioni motore | Potenza: 69 CV SAE a 4.800 giri/min / Coppia: 12,4 kgm SAE a 2.800 giri/min | Potenza: 69 CV SAE a 4.800 giri/min / Coppia: 12,4 kgm SAE a 2.800 giri/min | Potenza: 69 CV SAE a 4.800 giri/min / Coppia: 12,4 kgm SAE a 2.800 giri/min | Potenza: 69 CV SAE a 4.800 giri/min / Coppia: 12,4 kgm SAE a 2.800 giri/min | Potenza: 69 CV SAE a 4.800 giri/min / Coppia: 12,4 kgm SAE a 2.800 giri/min |
| Frizione: monodisco a secco ad azionamento meccanico                                                                                         | Frizione: monodisco a secco ad azionamento meccanico | Frizione: monodisco a secco ad azionamento meccanico | Cambio: 5 marce sincronizzate + retromarcia, comando a leva | Cambio: 5 marce sincronizzate + retromarcia, comando a leva | Cambio: 5 marce sincronizzate + retromarcia, comando a leva |
| Telaio | | | | | |
| Corpo vettura | monoscocca | monoscocca | monoscocca | monoscocca | monoscocca |
| Sterzo | a pignone e cremagliera | a pignone e cremagliera | a pignone e cremagliera | a pignone e cremagliera | a pignone e cremagliera |
| Sospensioni | anteriori: a ruote indipendenti con molle elicoidali, ammortizzatori idrotelescopici e barra stabilizzatrice / posteriori: a ponte rigido, molle elicoidali, ammortizzatori idrotelescopici e barra stabilizzatrice | anteriori: a ruote indipendenti con molle elicoidali, ammortizzatori idrotelescopici e barra stabilizzatrice / posteriori: a ponte rigido, molle elicoidali, ammortizzatori idrotelescopici e barra stabilizzatrice | anteriori: a ruote indipendenti con molle elicoidali, ammortizzatori idrotelescopici e barra stabilizzatrice / posteriori: a ponte rigido, molle elicoidali, ammortizzatori idrotelescopici e barra stabilizzatrice | anteriori: a ruote indipendenti con molle elicoidali, ammortizzatori idrotelescopici e barra stabilizzatrice / posteriori: a ponte rigido, molle elicoidali, ammortizzatori idrotelescopici e barra stabilizzatrice | anteriori: a ruote indipendenti con molle elicoidali, ammortizzatori idrotelescopici e barra stabilizzatrice / posteriori: a ponte rigido, molle elicoidali, ammortizzatori idrotelescopici e barra stabilizzatrice |
| Freni | anteriori: a disco a comando idraulico / posteriori: a tamburo a comando idraulico e servofreno | anteriori: a disco a comando idraulico / posteriori: a tamburo a comando idraulico e servofreno | anteriori: a disco a comando idraulico / posteriori: a tamburo a comando idraulico e servofreno | anteriori: a disco a comando idraulico / posteriori: a tamburo a comando idraulico e servofreno | anteriori: a disco a comando idraulico / posteriori: a tamburo a comando idraulico e servofreno |
| Pneumatici | 185/70 SR 13 radiali / Cerchi: da 13" | 185/70 SR 13 radiali / Cerchi: da 13" | 185/70 SR 13 radiali / Cerchi: da 13" | 185/70 SR 13 radiali / Cerchi: da 13" | 185/70 SR 13 radiali / Cerchi: da 13" |
| Prestazioni dichiarate | | | | | |
| Velocità: 138,461 km/h | Velocità: 138,461 km/h | Velocità: 138,461 km/h | Accelerazione: 0-100 km/h in 21,61 | Accelerazione: 0-100 km/h in 21,61 | Accelerazione: 0-100 km/h in 21,61 |
| Consumi | medio: 9,87 km/l | medio: 9,87 km/l | medio: 9,87 km/l | medio: 9,87 km/l | medio: 9,87 km/l |
| Fonte dei dati: Claudio Carsughi, Del Rey o surprendente filho da crise, Quatro Rodas giugno 1981, Editora Abril Ltda, San Paolo del Brasile | | | | | |

| Caratteristiche tecniche - Ford Del Rey Scala 1.6 - 1983                                                                                            | Caratteristiche tecniche - Ford Del Rey Scala 1.6 - 1983 | Caratteristiche tecniche - Ford Del Rey Scala 1.6 - 1983 | Caratteristiche tecniche - Ford Del Rey Scala 1.6 - 1983 | Caratteristiche tecniche - Ford Del Rey Scala 1.6 - 1983 | Caratteristiche tecniche - Ford Del Rey Scala 1.6 - 1983 |
| --- | --- | --- | --- | --- | --- |
| | | | | | |
| Configurazione | | | | | |
| Carrozzeria: station wagon 3 porte | Carrozzeria: station wagon 3 porte | Posizione motore: anteriore | Posizione motore: anteriore | Trazione: anteriore | Trazione: anteriore |
| Dimensioni e pesi | | | | | |
| Ingombri (lungh.×largh.×alt. in mm): 4522 × 1660 × 1344                                                                                             | Ingombri (lungh.×largh.×alt. in mm): 4522 × 1660 × 1344 | Ingombri (lungh.×largh.×alt. in mm): 4522 × 1660 × 1344 | Ingombri (lungh.×largh.×alt. in mm): 4522 × 1660 × 1344 | Diametro minimo sterzata: verso sinistra 10,70 m; verso destra 10,65 m | Diametro minimo sterzata: verso sinistra 10,70 m; verso destra 10,65 m |
| Interasse: 2438 mm | Interasse: 2438 mm | Carreggiate: anteriore 1367 mm - posteriore 1333 mm mm | Carreggiate: anteriore 1367 mm - posteriore 1333 mm mm | Altezza minima da terra: 130 mm | Altezza minima da terra: 130 mm |
| Posti totali: 5 | Posti totali: 5 | Bagagliaio: 768 litri | Bagagliaio: 768 litri | Serbatoio: 63 litri | Serbatoio: 63 litri |
| Masse | / in ordine di marcia: 1055 kg | / in ordine di marcia: 1055 kg | / in ordine di marcia: 1055 kg | / in ordine di marcia: 1055 kg | / in ordine di marcia: 1055 kg |
| Meccanica | | | | | |
| Tipo motore: 4 cilindri in linea 4 tempi | Tipo motore: 4 cilindri in linea 4 tempi | Tipo motore: 4 cilindri in linea 4 tempi | Cilindrata: 1555 cm³ | Cilindrata: 1555 cm³ | Cilindrata: 1555 cm³ |
| Distribuzione: aste e bilancieri | Distribuzione: aste e bilancieri | Distribuzione: aste e bilancieri | Alimentazione: un carburatore doppio corpo; alimentazione ad alcool | Alimentazione: un carburatore doppio corpo; alimentazione ad alcool | Alimentazione: un carburatore doppio corpo; alimentazione ad alcool |
| Prestazioni motore | Potenza: 73 CV (53,7 kW) ABNT a 5.200 giri/min / Coppia: 11,9 kgm (116,2 Nm) ABNT a 3.600 giri/min | Potenza: 73 CV (53,7 kW) ABNT a 5.200 giri/min / Coppia: 11,9 kgm (116,2 Nm) ABNT a 3.600 giri/min | Potenza: 73 CV (53,7 kW) ABNT a 5.200 giri/min / Coppia: 11,9 kgm (116,2 Nm) ABNT a 3.600 giri/min | Potenza: 73 CV (53,7 kW) ABNT a 5.200 giri/min / Coppia: 11,9 kgm (116,2 Nm) ABNT a 3.600 giri/min | Potenza: 73 CV (53,7 kW) ABNT a 5.200 giri/min / Coppia: 11,9 kgm (116,2 Nm) ABNT a 3.600 giri/min |
| Frizione: monodisco a secco ad azionamento meccanico                                                                                                | Frizione: monodisco a secco ad azionamento meccanico | Frizione: monodisco a secco ad azionamento meccanico | Cambio: 5 marce sincronizzate + retromarcia, comando a leva | Cambio: 5 marce sincronizzate + retromarcia, comando a leva | Cambio: 5 marce sincronizzate + retromarcia, comando a leva |
| Telaio | | | | | |
| Corpo vettura | monoscocca | monoscocca | monoscocca | monoscocca | monoscocca |
| Sterzo | a pignone e cremagliera | a pignone e cremagliera | a pignone e cremagliera | a pignone e cremagliera | a pignone e cremagliera |
| Sospensioni | anteriori: a ruote indipendenti con molle elicoidali, ammortizzatori idrotelescopici e barra stabilizzatrice / posteriori: a ponte rigido, molle elicoidali, ammortizzatori idrotelescopici e barra stabilizzatrice | anteriori: a ruote indipendenti con molle elicoidali, ammortizzatori idrotelescopici e barra stabilizzatrice / posteriori: a ponte rigido, molle elicoidali, ammortizzatori idrotelescopici e barra stabilizzatrice | anteriori: a ruote indipendenti con molle elicoidali, ammortizzatori idrotelescopici e barra stabilizzatrice / posteriori: a ponte rigido, molle elicoidali, ammortizzatori idrotelescopici e barra stabilizzatrice | anteriori: a ruote indipendenti con molle elicoidali, ammortizzatori idrotelescopici e barra stabilizzatrice / posteriori: a ponte rigido, molle elicoidali, ammortizzatori idrotelescopici e barra stabilizzatrice | anteriori: a ruote indipendenti con molle elicoidali, ammortizzatori idrotelescopici e barra stabilizzatrice / posteriori: a ponte rigido, molle elicoidali, ammortizzatori idrotelescopici e barra stabilizzatrice |
| Freni | anteriori: a disco autoventilanti a comando idraulico / posteriori: a tamburo a comando idraulico e servofreno | anteriori: a disco autoventilanti a comando idraulico / posteriori: a tamburo a comando idraulico e servofreno | anteriori: a disco autoventilanti a comando idraulico / posteriori: a tamburo a comando idraulico e servofreno | anteriori: a disco autoventilanti a comando idraulico / posteriori: a tamburo a comando idraulico e servofreno | anteriori: a disco autoventilanti a comando idraulico / posteriori: a tamburo a comando idraulico e servofreno |
| Pneumatici | 185/70 SR 13 radiali / Cerchi: 5.00-13" | 185/70 SR 13 radiali / Cerchi: 5.00-13" | 185/70 SR 13 radiali / Cerchi: 5.00-13" | 185/70 SR 13 radiali / Cerchi: 5.00-13" | 185/70 SR 13 radiali / Cerchi: 5.00-13" |
| Prestazioni dichiarate | | | | | |
| Velocità: 148,148 km/h | Velocità: 148,148 km/h | Velocità: 148,148 km/h | Accelerazione: 0-100 km/h in 16,8 | Accelerazione: 0-100 km/h in 16,8 | Accelerazione: 0-100 km/h in 16,8 |
| Consumi | in città 7,01 km/l; su strada a pieno carico 10,54 km/l; su strada con il solo conducente 11,62 km/l | in città 7,01 km/l; su strada a pieno carico 10,54 km/l; su strada con il solo conducente 11,62 km/l | in città 7,01 km/l; su strada a pieno carico 10,54 km/l; su strada con il solo conducente 11,62 km/l | in città 7,01 km/l; su strada a pieno carico 10,54 km/l; su strada con il solo conducente 11,62 km/l | in città 7,01 km/l; su strada a pieno carico 10,54 km/l; su strada con il solo conducente 11,62 km/l |
| Fonte dei dati: Emilio Camanzi, Scala: una soma de Belina, Del Rey e Escort, Quatro Rodas settembre 1983, Editora Abril Ltda, San Paolo del Brasile | | | | | |

| Caratteristiche tecniche - Ford Del Rey 1.6 Ghia - 1986                                                                                          | Caratteristiche tecniche - Ford Del Rey 1.6 Ghia - 1986 | Caratteristiche tecniche - Ford Del Rey 1.6 Ghia - 1986 | Caratteristiche tecniche - Ford Del Rey 1.6 Ghia - 1986 | Caratteristiche tecniche - Ford Del Rey 1.6 Ghia - 1986 | Caratteristiche tecniche - Ford Del Rey 1.6 Ghia - 1986 |
| --- | --- | --- | --- | --- | --- |
| | | | | | |
| Configurazione | | | | | |
| Carrozzeria: berlina 4 porte | Carrozzeria: berlina 4 porte | Posizione motore: anteriore | Posizione motore: anteriore | Trazione: anteriore | Trazione: anteriore |
| Dimensioni e pesi | | | | | |
| Ingombri (lungh.×largh.×alt. in mm): 4498 × 1676 × 1345                                                                                          | Ingombri (lungh.×largh.×alt. in mm): 4498 × 1676 × 1345 | Ingombri (lungh.×largh.×alt. in mm): 4498 × 1676 × 1345 | Ingombri (lungh.×largh.×alt. in mm): 4498 × 1676 × 1345 | Diametro minimo sterzata: verso sinistra 11,15 m; verso destra 11,60 m | Diametro minimo sterzata: verso sinistra 11,15 m; verso destra 11,60 m |
| Interasse: 2438 mm | Interasse: 2438 mm | Carreggiate: anteriore 1367 mm - posteriore 1333 mm mm | Carreggiate: anteriore 1367 mm - posteriore 1333 mm mm | Altezza minima da terra: 130 mm | Altezza minima da terra: 130 mm |
| Posti totali: 5 | Posti totali: 5 | Bagagliaio: 328 litri | Bagagliaio: 328 litri | Serbatoio: 57 litri | Serbatoio: 57 litri |
| Masse | / in ordine di marcia: 1092 kg | / in ordine di marcia: 1092 kg | / in ordine di marcia: 1092 kg | / in ordine di marcia: 1092 kg | / in ordine di marcia: 1092 kg |
| Meccanica | | | | | |
| Tipo motore: 4 cilindri in linea 4 tempi | Tipo motore: 4 cilindri in linea 4 tempi | Tipo motore: 4 cilindri in linea 4 tempi | Cilindrata: 1555 cm³ | Cilindrata: 1555 cm³ | Cilindrata: 1555 cm³ |
| Distribuzione: aste e bilancieri | Distribuzione: aste e bilancieri | Distribuzione: aste e bilancieri | Alimentazione: un carburatore doppio corpo; alimentazione ad alcool | Alimentazione: un carburatore doppio corpo; alimentazione ad alcool | Alimentazione: un carburatore doppio corpo; alimentazione ad alcool |
| Prestazioni motore | Potenza: 73,9 CV (53,9 kW) ABNT a 2.400 giri/min / Coppia: 12,9 kgm (127 Nm) ABNT a 2.400 giri/min | Potenza: 73,9 CV (53,9 kW) ABNT a 2.400 giri/min / Coppia: 12,9 kgm (127 Nm) ABNT a 2.400 giri/min | Potenza: 73,9 CV (53,9 kW) ABNT a 2.400 giri/min / Coppia: 12,9 kgm (127 Nm) ABNT a 2.400 giri/min | Potenza: 73,9 CV (53,9 kW) ABNT a 2.400 giri/min / Coppia: 12,9 kgm (127 Nm) ABNT a 2.400 giri/min | Potenza: 73,9 CV (53,9 kW) ABNT a 2.400 giri/min / Coppia: 12,9 kgm (127 Nm) ABNT a 2.400 giri/min |
| Frizione: monodisco a secco ad azionamento meccanico                                                                                             | Frizione: monodisco a secco ad azionamento meccanico | Frizione: monodisco a secco ad azionamento meccanico | Cambio: 5 marce sincronizzate + retromarcia, comando a leva | Cambio: 5 marce sincronizzate + retromarcia, comando a leva | Cambio: 5 marce sincronizzate + retromarcia, comando a leva |
| Telaio | | | | | |
| Corpo vettura | monoscocca | monoscocca | monoscocca | monoscocca | monoscocca |
| Sterzo | idraulico a pignone e cremagliera | idraulico a pignone e cremagliera | idraulico a pignone e cremagliera | idraulico a pignone e cremagliera | idraulico a pignone e cremagliera |
| Sospensioni | anteriori: a ruote indipendenti con molle elicoidali, ammortizzatori idrotelescopici e barra stabilizzatrice / posteriori: a ponte rigido, molle elicoidali, ammortizzatori idrotelescopici e barra stabilizzatrice | anteriori: a ruote indipendenti con molle elicoidali, ammortizzatori idrotelescopici e barra stabilizzatrice / posteriori: a ponte rigido, molle elicoidali, ammortizzatori idrotelescopici e barra stabilizzatrice | anteriori: a ruote indipendenti con molle elicoidali, ammortizzatori idrotelescopici e barra stabilizzatrice / posteriori: a ponte rigido, molle elicoidali, ammortizzatori idrotelescopici e barra stabilizzatrice | anteriori: a ruote indipendenti con molle elicoidali, ammortizzatori idrotelescopici e barra stabilizzatrice / posteriori: a ponte rigido, molle elicoidali, ammortizzatori idrotelescopici e barra stabilizzatrice | anteriori: a ruote indipendenti con molle elicoidali, ammortizzatori idrotelescopici e barra stabilizzatrice / posteriori: a ponte rigido, molle elicoidali, ammortizzatori idrotelescopici e barra stabilizzatrice |
| Freni | anteriori: a disco a comando idraulico / posteriori: a tamburo a comando idraulico e servofreno | anteriori: a disco a comando idraulico / posteriori: a tamburo a comando idraulico e servofreno | anteriori: a disco a comando idraulico / posteriori: a tamburo a comando idraulico e servofreno | anteriori: a disco a comando idraulico / posteriori: a tamburo a comando idraulico e servofreno | anteriori: a disco a comando idraulico / posteriori: a tamburo a comando idraulico e servofreno |
| Pneumatici | 185/70 SR 13 radiali / Cerchi: 5.00-13" | 185/70 SR 13 radiali / Cerchi: 5.00-13" | 185/70 SR 13 radiali / Cerchi: 5.00-13" | 185/70 SR 13 radiali / Cerchi: 5.00-13" | 185/70 SR 13 radiali / Cerchi: 5.00-13" |
| Prestazioni dichiarate | | | | | |
| Velocità: 144,578 km/h | Velocità: 144,578 km/h | Velocità: 144,578 km/h | Accelerazione: 0-100 km/h in 18,46 | Accelerazione: 0-100 km/h in 18,46 | Accelerazione: 0-100 km/h in 18,46 |
| Consumi | 6,36 km/l in città; 11,80 km/l su strada a 80 km/h a pieno carico | 6,36 km/l in città; 11,80 km/l su strada a 80 km/h a pieno carico | 6,36 km/l in città; 11,80 km/l su strada a 80 km/h a pieno carico | 6,36 km/l in città; 11,80 km/l su strada a 80 km/h a pieno carico | 6,36 km/l in città; 11,80 km/l su strada a 80 km/h a pieno carico |
| Altro | | | | | |
| Note | velocità massima e accelerazione rilevate senza aria condizionata inserita | velocità massima e accelerazione rilevate senza aria condizionata inserita | velocità massima e accelerazione rilevate senza aria condizionata inserita | velocità massima e accelerazione rilevate senza aria condizionata inserita | velocità massima e accelerazione rilevate senza aria condizionata inserita |
| Fonte dei dati: Charles Marzanasco Filho, Um Del Rey com a classe de sempre, Quatro Rodas giugno 1986, Editora Abril Ltda, San Paolo del Brasile | | | | | |